# HD 10647
HD 10647，在扩展拜耳命名法中又称作波江座q1，是波江座中一颗距离地球大约57光年的黄-白矮星。它是一颗较亮的6等星（接近5等）。该星在非常暗的环境中能用肉眼看到，如果使用双筒望远镜就很容易看到。它的温度和光度都比太阳略高。它也更加年轻，大约有17.5亿岁。截止2003年，已经确认有一颗长周期太阳系外行星围绕它公转。

## 行星系
2003年，米歇尔·梅耶的团队在巴黎天体物理研究所题为“Extrasolar Planets: Today & Tormorrow”（太阳系外行星：今天和明天）的报告会上宣布发现了一颗新行星HD 10647 b。英澳行星搜索团队没有观测这颗行星，这是因为观测的覆盖范围较小。此恒星的色球层很活跃，使得径向速度的探测更为困难。
红外线天文卫星上的红外线太空望远镜探测到了此恒星超量的红外辐射，说明它可能有一个吸积盘。使用这次以及之后斯皮策太空望远镜、红外线太空天文台和阿塔卡马探路者实验的观测数据，可以发现吸积盘距离恒星25天文单位，具有环状结构。因为恒星的年龄比太阳小，吸积盘可能与我们太阳系的柯伊伯带有些相似，也就是说这并不是像织女一那样的原行星盘。
| 成員 (依恆星距離) | 质量            | 半長軸 (AU) | 轨道周期 (天) | 離心率      | 傾角 | 半径 |
| ----------------- | --------------- | ----------- | ------------- | ----------- | ---- | ---- |
| b                 | >0.93 ± 0.18 MJ | 2.03 ± 0.15 | 1003 ± 56     | 0.16 ± 0.22 | —    | —    |